# Tâlam

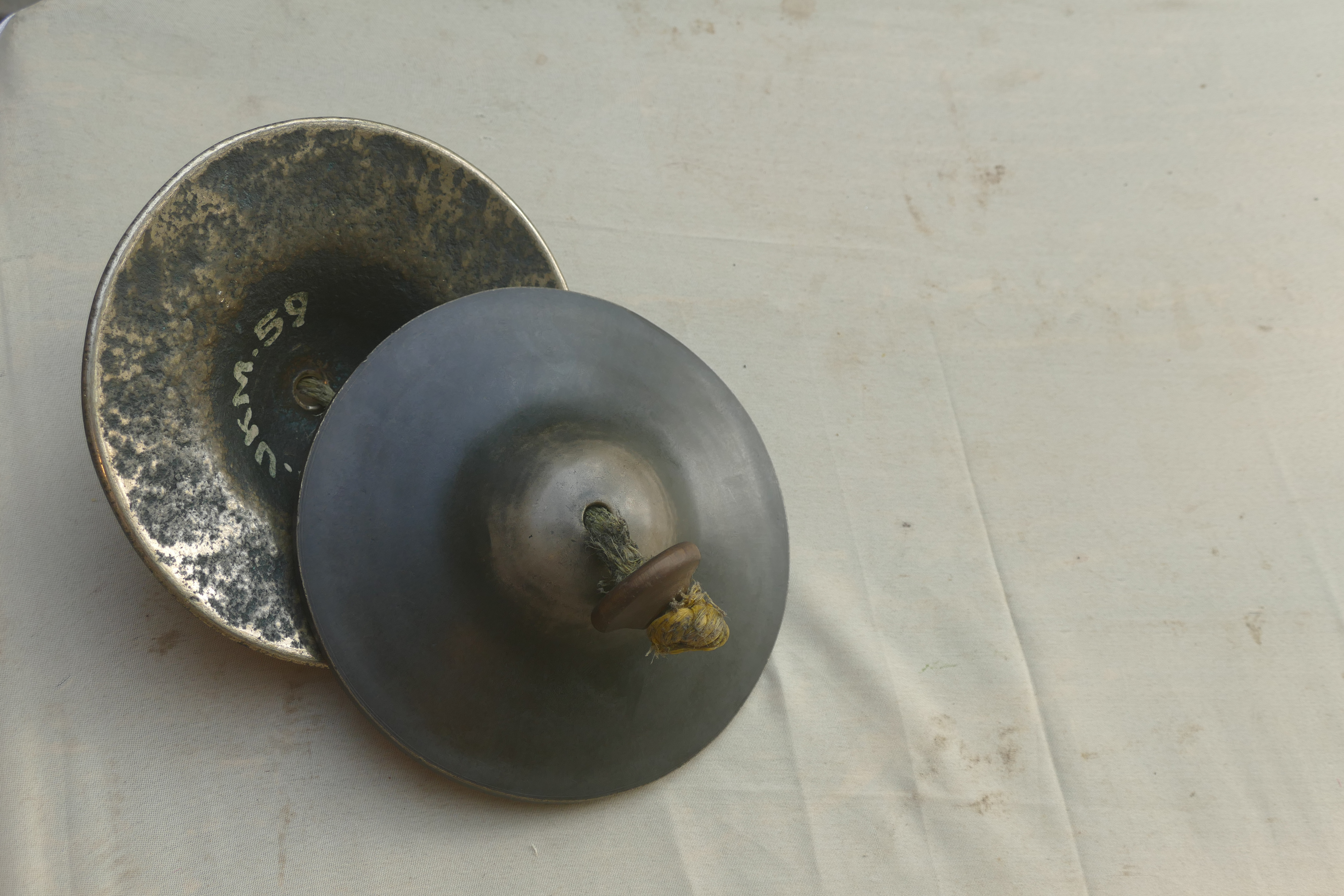
Tâlam prêts à fêter un mariage dans le sud de l'Inde au Tamil Nadu. Avril 2023.

Les tâlam sont une famille de cymbales originaires de l'Inde. Il en existe plusieurs variétés, destinées à des usages particuliers. Elles jouent un rôle décisif dans la musique carnatique.

## Présentation
Au sens strict, les tâlam (ou talom) sont une paire de cymbales de l’Inde du Sud. Dans la musique kéralaise, elles accompagnent notamment le hautbois nâgasvaram et le kshetram vâdyam.
Les kuzhitâlam (ou kulittâlam) sont une variété plus grande et plus bombée.
Les ilatâlam (ou elathalam) sont une variété plate en cuivre, avec une bosse centrale tout de même, utilisée dans la danse kathakali, le théâtre d'ombres tôlpavakoothu et le thayambaka.
Les nattuva tâlam sont une variété dont l'une est en bronze et l'autre en acier. Elle est utilisée dans le bharata natyam et la musique folklorique.
Les brahmatâla (ou brhattâla) sont plus grandes encore et sont destinées aux temples indiens.
Les jâlra (ou jalar, ou encore kaimani) sont des cymbales plus petites (10 centimètres), utilisées autant en musique carnatique qu'en musique rituelle.

## Facture
Les cymbales vont de 10 à 20 centimètres de diamètre, et ont une forme bombée. Une lanière permet de les maintenir.

## Jeu
On en joue en les frappant l'une contre l'autre, soit verticalement soit horizontalement, ou en frappant le centre de l'une avec le bord de l'autre.
C'est un instrument d'accompagnement tant de la musique folklorique, dramatique, dévotionnelle que classique, et de la danse indienne. D'apparence anodine, elles jouent un rôle essentiel (comme la baguette du chef d'orchestre) dans la musique carnatique puisqu'elles servent à maintenir le rythme (tâla). C'est sur elles que se calent tous les autres instruments.

## Sources
(en) S. Sadie, The New Grove Dictionary of Musical Instruments, Macmillan, London, 1985. 